# 영 아메리칸
《영 아메리칸》(The Young Americans)은 영국에서 제작된 대니 캐논 감독의 1993년 범죄, 드라마 영화이다. 하비 케이틀 등이 주연으로 출연하였고 앨리슨 오웬 등이 제작에 참여하였다.

## 출연

### 주연
- 하비 케이틀
- 이아인 글렌
- 존 우드

### 조연
- 테런스 리그비
- 키스 알렌
- 크레그 켈리
- 탠디 뉴튼
- 비고 모텐슨
- 데이브 듀피
- 제프리 맥기번

## 기타
- 미술: 로렌스 도먼
- 의상: 하워드 버든
- 배역: 쉘리아 트레지스